# Claus Seitz
Claus J. Seitz (* 4. Juni 1936 in Darmstadt; † 7. Juli 2003 in München) war ein deutscher Buchgrafiker und Buchhersteller.

## Leben
Nach einer Lehre als Kunstbuchbinder studierte Seitz sieben Semester an der Werkkunstschule in Offenbach am Main, unter anderem in der Klasse für Gebrauchsgrafik von Gottlieb Ruth. Ab 1959 arbeitete er als Hersteller für den Carl Hanser Verlag in München, ab 1960 als Herstellungsleiter. Dort gestaltete er unter anderem die Umschläge für Werke von Friedrich Georg Jünger, Heiner Bastian und Erich Fried. Seine Bücher wurden mehrfach unter die „50 schönsten Bücher des Jahres“ gewählt. 1974 wurde er Herstellungsleiter beim Rogner & Bernhard Verlag. 1977 gründete er zusammen mit dem Lektor Axel Matthes den Verlag Matthes & Seitz in München. 1983 schied er aus dem Verlag aus und kehrte zu Hanser zurück. Dort gestaltete er unter anderem Werkausgaben von Johann Wolfgang von Goethe, Elias Canetti sowie Bücher von Günter Kunert und W. G. Sebald. 2003 verstarb er nach längerer Krankheit in München.